# هفته جهانی شیردهی
هفته جهانی شیردهی (به انگلیسی: World Breastfeeding Week) به هفت روز از هر سال که از ۱ اوت شروع و تا ۷ اوت ادامه دارد گفته می‌شود. این مراسم توسط اتحاد جهانی برای اقدام شیردهی WABA سرپرستی و ادره می‌شود و سالانه برای پیوستن تمامی حامیان، دولت‌ها و مؤسسه‌های شیردهی در سراسر جهان تشکیل و در بیش‌تر از ۱۷۰ کشور انجام می‌پذیرد.
هفته جهانی شیردهی برای اولین بار در سال ۱۹۹۲ شروع شد و تاکنون در ۱۲۰ کشور توسط یونیسف و شریک‌هایش شامل اتحاد جهانی برای اقدام شیردهی، سازمان بهداشت جهانی و دیگر سازمان‌ها انجام می‌شود. هدف اصلی این رویداد ترویج فرهنگ شیردهی و شیردهی منحصر به فرد برای حداقل شش ماه اول از زندگی نوزاد می‌باشد. در ایران این مراسم برابر با دهم تا شانزدهم مرداد هر سال می‌باشد.
در وب‌گاه رسمی این رویداد این‌طور نوشته شده که، «سازنده‌ها، ترویج‌دهنده‌ها و پخش‌کننده‌های هر نوع غذاهای اضافی کودک، بطری‌های کودک، پمپ‌های پستان، پستانک‌ها و محصولات مشابه حق استفاده از نماد و موضوع‌های این بنیاد را نداشته و در صورت استفاده به عنوان سوءاستفاده از قانون حق تکثیر شناخته خواهند شد.» هفته جهانی شیردهی گواهینامه‌ای را نیز به فعالان و برپاکنندگان در این عرصه تقدیم می‌کند که با پر کردن فرم و برگرداندن آن به وب‌گاه و بعد از آن انجام کارهای قیدشده در فرم اعطا پذیر است.
اتحاد جهانی برای اقدام شیردهی شبکه‌ای ارتباطی بین افرادی است که به طورت جهانی برای گسترش شیردهی و فرهنگ شیردادن اقدام می‌کنند. این گروه با مشکلات از چندین دیدگاه برخورد می‌کنند شامل شیردهی، سلامت مادران و مشاورین شیردهی. در میان تمام مراکز و مؤسسه‌هایی که برای گسترش فرهنگ شیردهی اقدام می‌کنند، دریک و پاتریس جلیف دو متخصص امور اطفال و تغذیه نوزادان در هویدا کردن و انجام دادن چندین ابتکارهای اولیه نقش بزرگی داشتند.

## پیوستگی با یونیسف
در ۳۰ جولای ۲۰۱۰، یونیسف اعلام کرد که در هفته جهانی شیردهی، آن‌ها همراه با شریک‌هایشان از متخصصین درمانی می‌خواهند که مادران جدید را تشویق به شیردهی کنند. آنتونی لیک، مدیر اجرایی یونیسف اعلام کرد، «شیرمادر بهترین شیری است که یک نوزاد می‌تواند داشته باشد و شیردهی به یک کودک بهترین شروع را برای زندگی می‌دهد.»